# Карцер

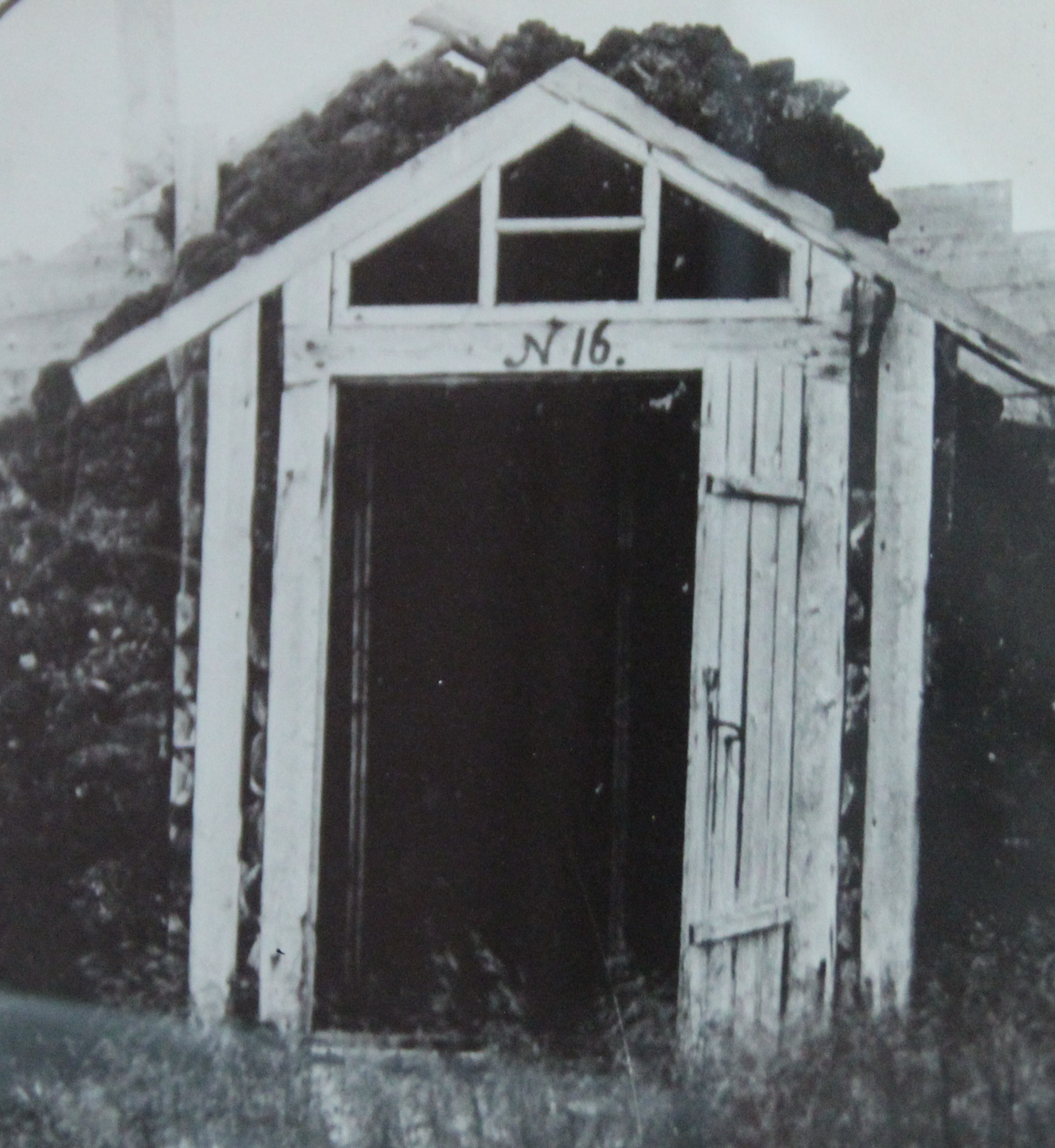
Вхід до карцера. 1919 рік

Ка́рцер (від лат. carcer — темниця, в'язниця) — спеціальне приміщення (камера) у в'язницях, гауптвахтах, армії та деяких навчальних закладах для утримання порушників режиму цих установ ізольовано від інших. У багатьох випадках від звичайної «одиночки» карцери відрізняються жорсткішими умовами перебування як щодо власне умов у такому приміщенні (розміри приміщення, температура, вологість, обладнання), так і щодо режиму харчування. 

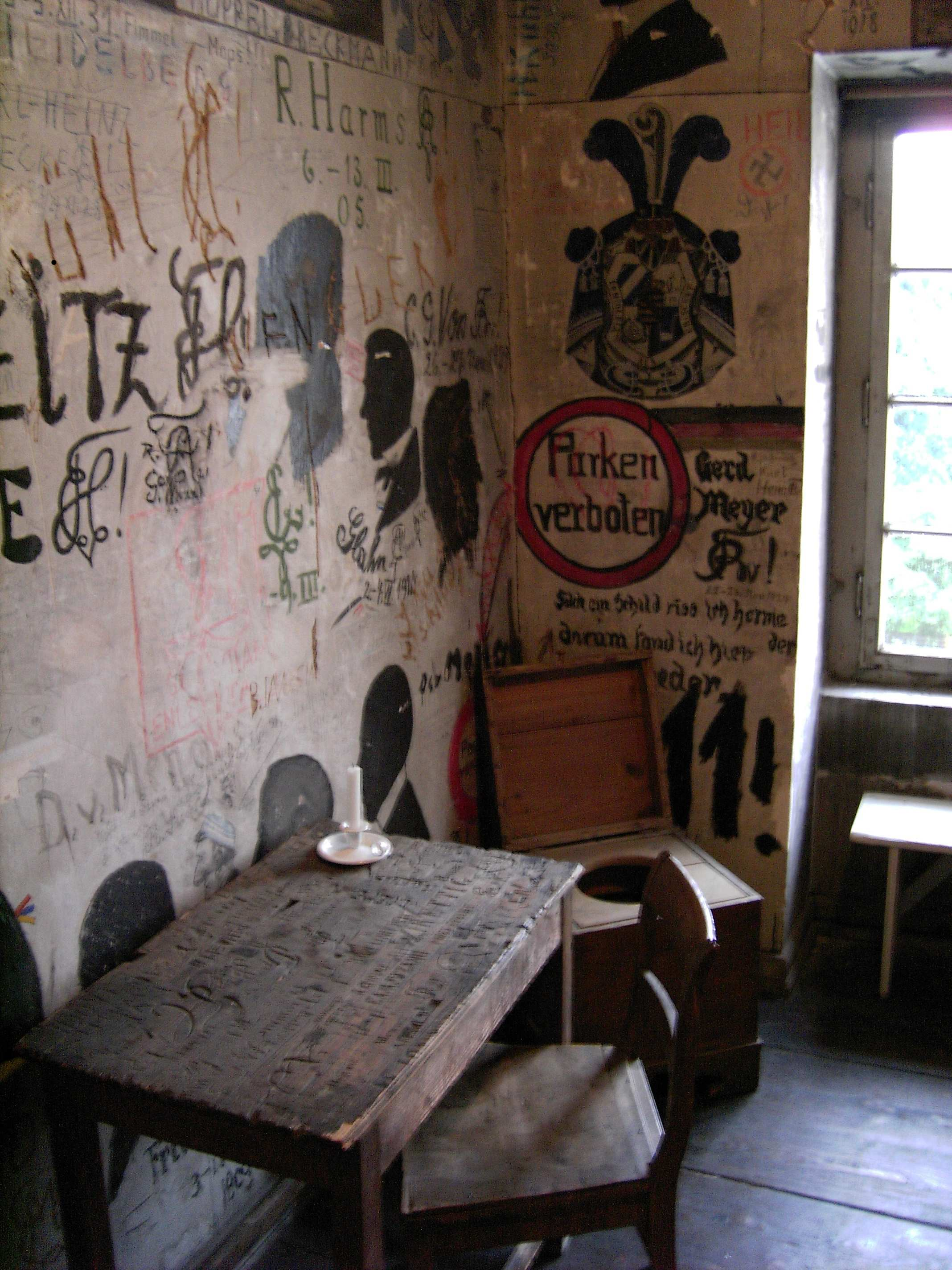
Карцер у Ґеттінгенському університеті (тепер музей)

### Опис карцера в українських установах виконання покарань
У карцері підлога заасфальтована, забетонована або дерев'яна. Двері камерного типу зі спеціальним замком обладнують оглядовим вічком, кватиркою для подачі їжі, із зовнішнього боку якої встановлюють накладний або навісний замок.
Карцер має вікно розміром 0,5×0,5 м, заґратоване металевими звареними ґратами, що унеможливлюють доступ до скла, та заблоковане охоронно-тривожною сигналізацією. З внутрішнього боку вікно обладнане сіткою. Електричну лампочку встановлюють над дверима в ніші або на стелі й обладнують металевою сіткою. У такій самій ніші встановлюють радіодинамік.
У карцері встановлюють:
1. Металеве ліжко з дерев'яним лежаком, яке прикріплюється до стіни і в разі потреби може підніматися і замикатися.
2. Прикріплені до підлоги або стіни стіл і табуретка.
3. Санвузол.
4. Ніша або полиця для зберігання предметів туалету[1].